# Low code development platforma
Low-code development platforma poskytuje vývojové prostředí používané k vytváření aplikačního softwaru prostřednictvím grafického uživatelského rozhraní. Pomocí platformy vytvoříte provozní aplikace s tím, že pro specifické situace můžete použít dodatečné kódování. Platformy pro vývoj s nízkým podílem kódování mohou snížit tradiční potřebu dlouhého času stráveného kódováním a urychlují dodávání podnikových aplikací. Společnou výhodou je, že k vývoji aplikace může přispívat širší okruh lidí – nejen ti, kteří mají znalosti kódování. Tyto platformy mohou také snížit počáteční náklady na nastavení, školení, nasazení a údržbu.
Kořeny Low code vývojových platforem sahají až k programovacím jazykům čtvrté generace a nástrojům pro Rapid Application Development z 90. let a počátku 21. století. Podobně jako tyto předchozí vývojová prostředí jsou Low code platformy založeny na principech modelem řízeného návrhu, automatického generování kódu a vizuálního programování. Koncept end-user development existoval již dříve, ale Low code platformy přinesly některé nové způsoby přístupu k tomuto vývoji. Trh vývojových platforem s nízkým kódem má svůj původ v roce 2011. Pojem „low-code“ byl použit až 9. června 2014, kdy jej poprvé použil analytik daného odvětví Forrester Research. Spolu s no-code development platformami byl low-code popsán jako „mimořádně revoluční“ v magazínu Forbes v roce 2017. Přesto by Low-code neměl být zaměňován s No-code vývojovými platformami.

## Použití
V rámci rozšíření informačních technologií organizace nasadily počítače napříč svými procesy, což umožnilo širokou automatizaci pomocí softwaru. Potřeba automatizace softwaru a nových aplikací pro podnikové procesy klade požadavky na softwarové vývojáře, aby vytvářeli zakázkové aplikace a přizpůsobovali je jedinečným potřebám organizací. Low-code vývojové platformy byly vyvinuty jako prostředek umožňující rychlé vytváření a používání pracovních aplikací, které mohou řešit specifické procesní a datové potřeby organizace.

## Přijetí
Forrester v roce 2016 se odhadoval, že celkový trh s low-code vývojovými platformami vzroste do roku 2020 na 15,5 miliardy dolarů. Segmenty trhu zahrnují databáze, zpracování požadavků, mobilní platformy, procesní platformy a platformy pro všeobecné použití s low code.

Růst trhu low-code vývoje lze přičíst jeho flexibilitě a jednoduchosti. Low-code vývojové platformy přesouvají své zaměření směrem k obecnému účelu aplikací, s možností přidávat vlastní kód, když je to potřeba nebo žádoucí.
Přístupnost z mobilních zařízení je jedním z hnacích faktorů používání vývojových low-code platforem. Místo toho, aby vývojáři museli trávit čas vytvářením softwaru pro různá zařízení, low-code balíčky obvykle přicházejí s touto standardní funkcí.
Protože vyžadují menší znalosti kódování, téměř kdokoli v prostředí vývoje softwaru se může naučit používat platformu pro low-code vývoj. Funkce jako drag and drop rozhraní silně pomáhají uživatelům ve tvorbě aplikací pomocí low-code platforem. 

## Hlediska bezpečnosti a compliance
Otázky bezpečnosti a compliance low-code vývojové platformy se objevují zejména u aplikací, které využívají data spotřebitelů. Přirozeně se objevují obavy ohledně zabezpečení aplikací vytvořených pomocí low-code, což může vést k problémům se správou, řízením rizik a compliance. Low-code aplikace však také podporují bezpečnostní inovace. S ohledem na neustálý vývoj aplikací je pak snazší vytvářet bezpečné datové toky.

## Kritika
Někteří IT profesionálové si kladou otázku, zda jsou platformy pro low-code vývoj vhodné pro rozsáhlé a kritické podnikové aplikace.  Otázkou také je, zda tyto platformy skutečně zlevňují nebo zjednodušují vývoj. Vedle toho někteří CIOs vyjádřili obavy, že interní přijetí low-code vývojových platforem by mohlo vést k nárůstu nepodporovaných aplikací vytvořených shadow IT.

## Příklady platforem
Příkladem Low code development platforem jsou AppSheet, Appian, Caspio, GeneXus, Mendix, Microsoft Power Apps, ObjectGears, Oracle APEX, OutSystems, Pegasystems, Retool, Salesforce, ServiceNow, UiPath, Zoho